# Cornelis Claesz. Heda
Cornelis Claesz. Heda (Haarlem, ca. 1566 – Bijapur, 1622) was een Nederlandse kunstschilder opgeleid in het maniërisme van de Haarlemse School van rond 1600. Hij vertrok naar Azië en werd schilder aan het hof van de sultan van Bijapur.

## Praag

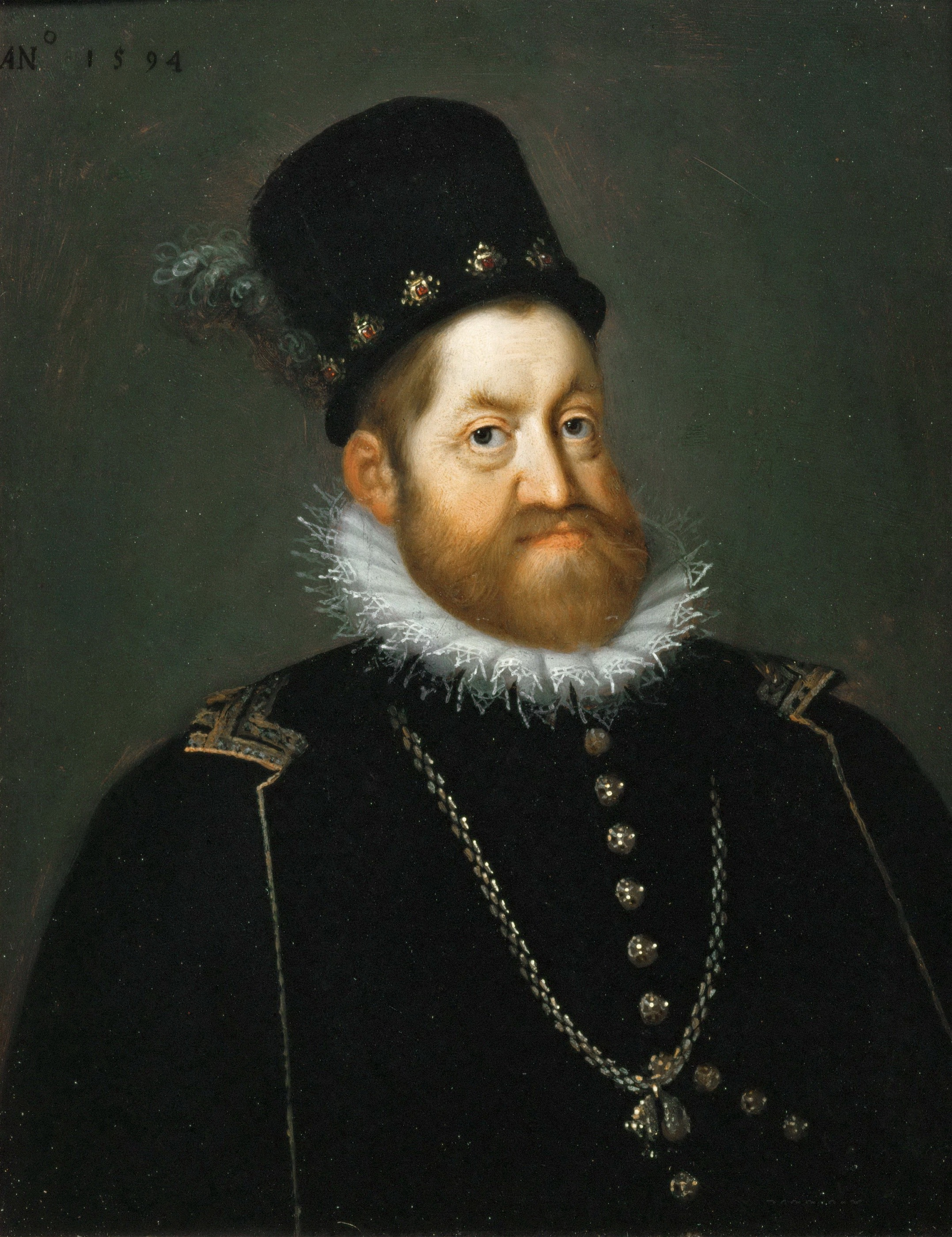
Rudolf II van Habsburg.

Cornelis Heda was een leerling van Cornelis Cornelisz. van Haarlem, en werd in 1587 meester in het Haarlemse Sint-Lucasgilde. De familie Heda bracht meerdere schilders voort, waaronder Cornelis' neef Willem Claesz. Heda en diens zoon Gerrit Willemsz. Heda. Vlak voor de eeuwwisseling verliet Cornelis zijn geboortestad om zijn geluk te zoeken in Praag. Hij hoopte daar hofschilder te worden. Keizer Rudolf II van Habsburg had van die stad een centrum van kunsten en wetenschappen gemaakt. Zijn kunstkammer in het Hradčany Paleis bevatte duizenden bijzondere objecten. Het maniërisme was erg in trek aan het hof. Eén van Rudolfs beroemdste hofschilders was Bartholomeus Spranger, die connecties had met de Haarlemse School, en door hen als voorbeeld werd gezien.
Hoewel hij jaren in Praag verbleef lukte het Heda niet om in dienst van het hof te komen. Hij ontmoette er wel het Perzische gezantschap van de ambassadeur Zaynal Khan Shamlu. De sjah van Perzië, Abbas de Grote, stuurde in deze tijd ambassades naar Europese vorsten met voorstellen voor een bondgenootschap tegen het Ottomaanse Rijk. Zaynal Khan vroeg Heda of hij hofschilder in de nieuwe Perzische hoofdstad Isfahan wilde worden. Sjah Abbas was bezig die stad te voorzien van imposante gebouwen en trok van overal vaklieden en kunstenaars aan om de stad en zijn paleis glans te geven. Buitenlandse kunstenaars vervulden bovendien vaak de rol van diplomaat in de relatie tussen Perzië en hun land van herkomst. Daarbij waren zij naast de door hen gemaakte kunstvoorwerpen ook zelf statussymbolen waar een vorst indruk mee kon maken.

## Op reis naar Isfahan

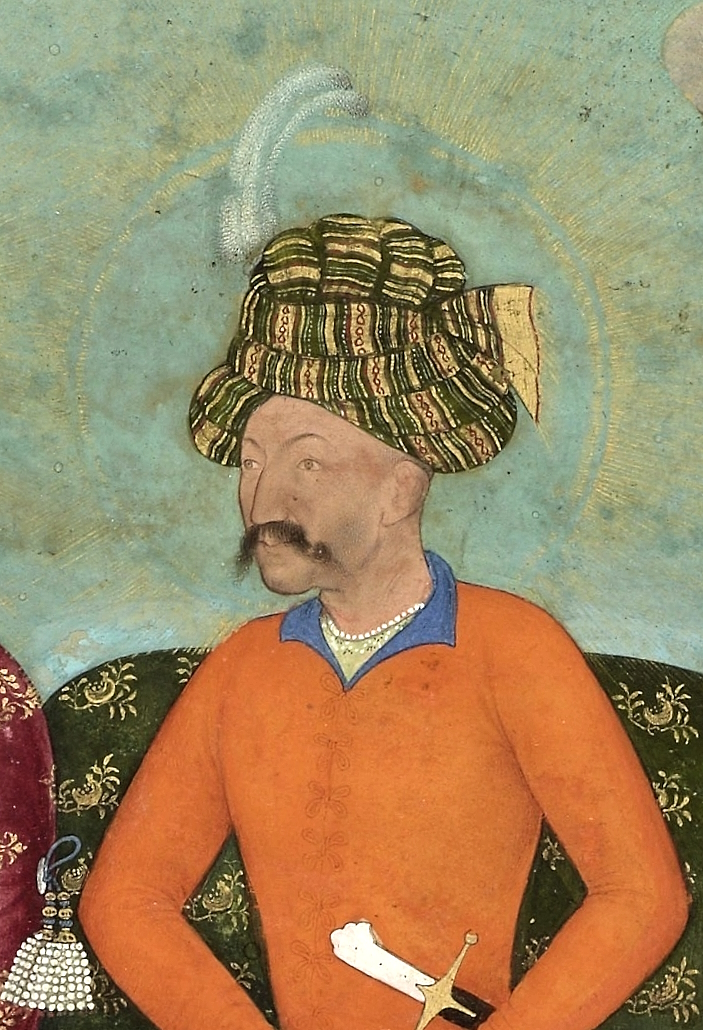
Abbas I van Perzië.

Heda sloot zich aan bij het Perzische gezelschap, dat eind 1605 eerst naar Rusland ging met de bedoeling van daar over land naar Perzië te reizen. In Rusland heerste echter chaos, de zogenaamde Tijd der Troebelen, na de moord op tsaar Boris Godoenov in april, zodat het gezantschap uitweek naar Stockholm. Daar bleef men wachten tot de rust in Rusland zou wederkeren. In mei 1608 gaf men dat op en vertrok per schip naar het zuiden. Door een storm op de Noordzee kwam men in Heda's thuisland terecht, de Nederlandse Republiek, waar Zaynal Khan een bezoek bracht aan stadhouder Maurits in Den Haag. Daarna bezocht hij in Brussel de aartshertog Albrecht (de broer van Rudolf II). Toen over land naar Madrid, waar men koning Filips III van Spanje bezocht. Vervolgens naar Lissabon, waar het gezantschap in oktober 1608 mee mocht met een vloot van vier schepen waarmee de nieuwe Portugese onderkoning Rui Lourenco de Tavora naar Goa ging. Toen de vloot ter hoogte van Mozambique was werd Heda er door de Portugezen van beschuldigd een Nederlandse spion te zijn en werd hij opgesloten aan boord van een van de schepen. Aan zijn bewering dat hij geen Nederlander was maar een Duitser werd geen geloof gehecht. Toen in Hormuz de Perzen aan wal gingen werd Heda meegevoerd naar Goa. Tot zijn geluk bleek een daar aanwezige Duitse koopman uit Augsburg, Ferdinand Cron, bereid te zijn om te verklaren dat hij wel degelijk een Duitser was. Kennelijk gerustgesteld vroeg Tavora of hij dan hofschilder in Goa wilde worden, maar daar had Heda geen trek in. Hij vertrok naar Bijapur, hoofdstad van het gelijknamige sultanaat in het binnenland. Ook sultan Ibrahim Adil Shah II stond er om bekend buitenlandse kunstenaars in dienst te nemen.

## Bijapur

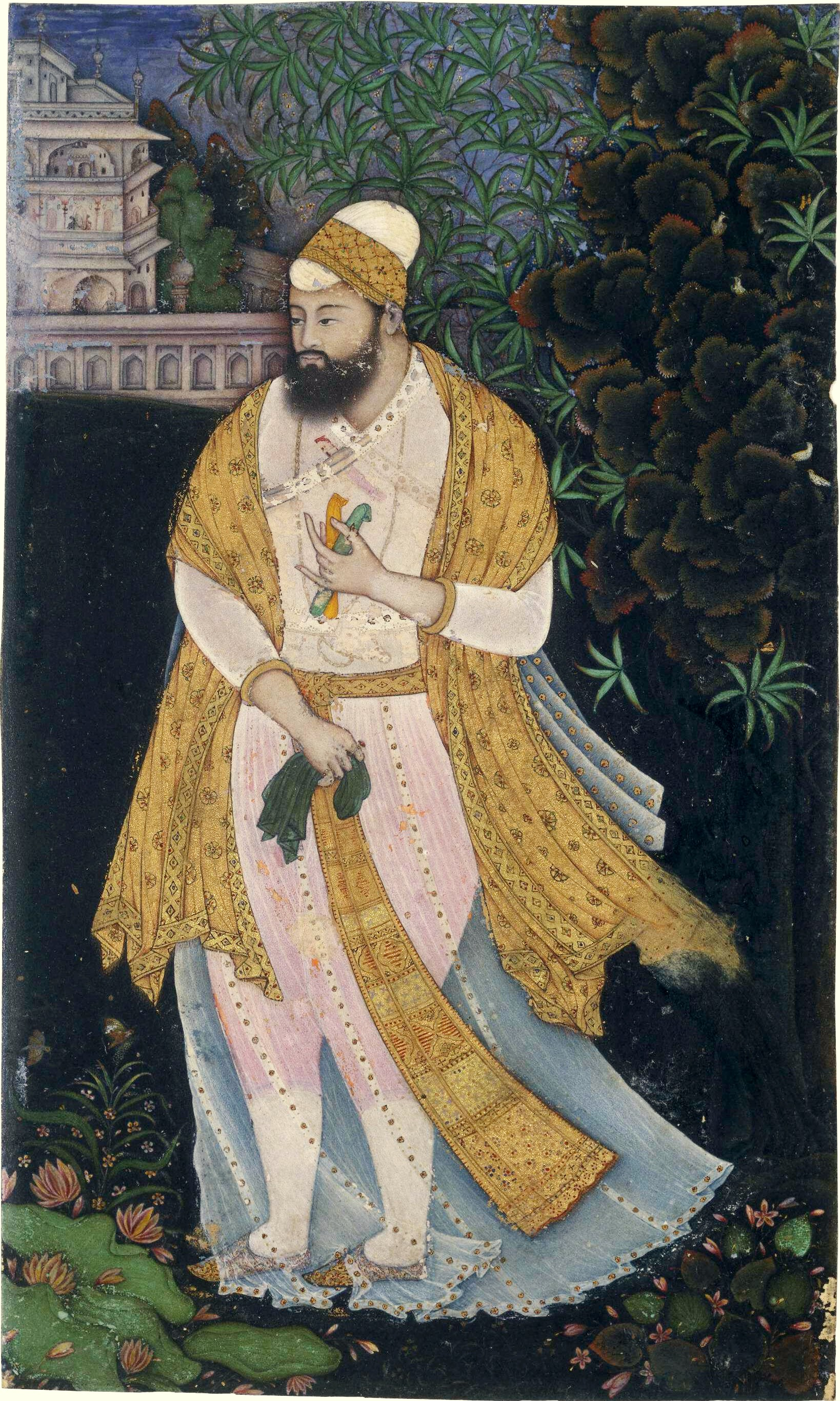
Ibrahim Adil Shah II van Bijapur.

Heda werd hartelijk ontvangen door de sultan, die vertelde dat hij al lang had gewacht op een kunstenaar uit de Nederlanden. Als bewijs van kunde maakte Heda in twee weken een schilderij waarop Venus, Bacchus en Cupido waren afgebeeld, een bekend thema van de Haarlemse maniëristen. Hij werd daarop aangenomen als hofschilder.
Bijapur maakte onder sultan Ibrahim Adil Shah II een bloeiperiode door, en er heerste een tolerant klimaat voor diverse religies. Ibrahim zelf was een Soefi. De cultuur aan het hof werd aangeduid met de term nauras. Ibrahim had aan de westkant van de stad Bijapur een nieuwe stad gesticht met de naam Nauraspur, bedoeld als centrum voor kunst en wetenschap. Heda verbleef daar regelmatig, en hielp waarschijnlijk mee met de versiering van het interieur van de paleizen. Daar is tegenwoordig weinig van over. De stad werd in 1624 verwoest door het leger van Malik Ambar van het naburige sultanaat Ahmednagar.
In mei 1610 schreef Heda vanuit Nauraspur zijn eerste brief aan de in 1605 gestichte factorij van de VOC in Masulipatnam aan de Coromandelkust. Hij stelde zich voor en beschreef hoe hij in Bijapur terecht was gekomen. De directeur Jan van Wesick was zeer geïnteresseerd in informatie over Bijapur. Er ontstond een regelmatige briefwisseling met Van Wesick en zijn opvolger Wemmer van Berchem, waarbij Heda informatie gaf over het hof van Bijapur en de mogelijkheden voor handel, zoals in diamanten. Hij prees de sultan aan als een goed patroon voor kunstenaars in alle disciplines. Ook gaf hij als 'goed patriot' informatie over de militaire activiteiten van de Portugezen in Goa, Galle en Negapatnam, die hij kreeg doorgespeeld van een Nederlandse ingenieur die in Goa werkzaam was. Hij had inmiddels een belangrijke positie aan het hof verworven, en had de titel Nadir uz-Zaman gekregen (de beste van de eeuw), zij het met de toevoeging Ma‘ani Naqash (wat schilderen betreft). Toen in 1615 drie VOC-kooplieden uit Masulipatnam in Bijapur verschenen regelde Heda voor hen met gemak de benodigde, maar meestal moeilijk verkrijgbare firman voor de handel. Als dank gaf de VOC Heda's moeder en vier zussen in Haarlem een jaarlijkse financiële bijdrage.
In 1622 overleed Heda als rijk man. De reiziger Heinrich von Poser die korte tijd later in Bijapur was schreef dat Heda's residentie zo mooi was dat de Perzische ambassadeur er in was gehuisvest. Heda zelf werd vermoedelijk snel vergeten. Toen in 1637 de VOC-gezant Johan van Twist Bijapur bezocht trof hij daar de Nederlandse schilder Antonio de Wit aan, maar over Heda vernam hij niets.
Heda was in Bijapur getrouwd, maar het is niet bekend met wie. Hij had in ieder geval een dochter genaamd Marije, voor wie de VOC-koopman Jacques le Febvre in Masulipatnam peetvader was. Van Heda is geen enkel schilderij bewaard gebleven. Het enige wat rest zijn zijn brieven aan de VOC in Masulipatnam en Amsterdam, gearchiveerd in het Nationaal Archief.